# Ich mach dich gesund, sagte der Bär
Ich mach dich gesund, sagte der Bär (Die Geschichte, wie der kleine Tiger einmal krank war) ist der Buchtitel einer illustrierten Kindergeschichte von Janosch. Das Buch erschien erstmals 1985 und wurde in über 30 Sprachen übersetzt.

## Handlung
Dem Tiger geht es schlecht und er fällt vorm Wald einfach auf den Boden. Sein Freund, der Bär trägt ihn nach Hause und verspricht: „Ich mach dich gesund“. Er verbindet und bekocht ihn. Als der Zustand sich nicht verbessert, kommen Tante Gans und der Hase mit den schnellen Schuhen ihn besuchen. 
Der Hase mit den schnellen Schuhen rät dem Tiger, ins Krankenhaus für Tiere zu gehen. Am nächsten Tag wird der Tiger abgeholt und alle seine Freunde begleiten ihn zum Krankenhaus. Doktor Brausefrosch stellt fest, dass bei dem Tiger ein Streifen verrutscht ist. 
Nach der Operation wird der Tiger wieder von all seinen Freunden nach Hause gebracht.

## Auszeichnungen
1987 erhielt Janosch die niederländische Auszeichnung Silberner Pinsel für Ich mach dich gesund, sagte der Bär.